# 黄虹
黄虹（1928年—），曾用名黄琼芝，黄旻江，女，云南昆明人，中国女高音歌唱家，中国音乐家协会常务理事，云南省歌舞团原副团长，第三、四届全国政协委员。